# Scenarist
Scenaristul sau autorul de scenariu este persoana care elaborează scenarii cinematografice. 
De regulă, scenariștii sunt scriitori sau dramaturgi consacrați. Nu este o regulă tabu, de multe ori scenariul fiind gândit chiar de regizorul de film, fiind o creație proprie, o adaptare după o operă literară consacrată sau inspirat din viața reală. Adaptarea este cunoscută sub denumirea de „ecranizare”. În acest fel regizorul devine „autor total”, sau, în vorbirea curentă, „realizator”.
Există cazuri când scenariul este opera a mai multor autori specializați pe domenii: subiect, dialoguri, gaguri etc. 